# Back to the Old Farm
Back to the Old Farm è un cortometraggio muto del 1912. Il nome del regista non viene riportato nei titoli.
È il debutto cinematografico di E.H. Calvert, un attore che girò 178 film nella sua carriera durata fino al 1939 e che lavorò anche come regista, dirigendo più di sessanta pellicole.

## Produzione
Il film fu prodotto dalla Essanay Film Manufacturing Company.

## Distribuzione
Distribuito dalla General Film Company, il film - un cortometraggio di una bobina - uscì nelle sale cinematografiche statunitensi il 3 settembre 1912.